# (232) Россия
(232) Россия (лат. Russia) — большой астероид главного пояса, с очень низким альбедо поверхности, характерным для астероидов спектрального класса C. Он был обнаружен 31 января 1883 года австрийским астрономом Иоганном Пализой в обсерватории города Вена и в том же году назван Василием Павловичем Энгельгардтом в честь Российской империи. 

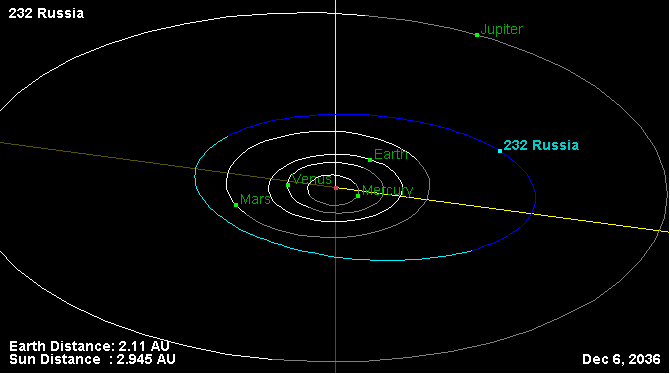
Орбита астероида Россия и его положение в Солнечной системе

## Исследования
Фотометрические наблюдения этого астероида, собранные в течение 2007 года, показывают период вращения 21,8 ± 0,2 часа с изменением яркости 0,2 ± 0,02 звездной величины. Последующее исследование, проведенное в 2014 году, показало, что период вращения варьируется в зависимости от фазового угла наблюдения. Измеренное вращение варьировалось от 22,016 ± 0,004 часа при фазовом угле от 21,5 градуса до 17,0, до 21,904 ± 0,002 часа при фазовых углах от 5,2 градуса до 9,6 градуса.
Последние опубликованные исследования производились в 2023 году.